# 가타타정
가타타정(堅田町)은 시가현 시가군에 설치되었던 정이다. 현재의 오쓰시에 해당한다.